# Enigma: Rising Tide
Enigma: Rising Tide (с англ. — «Энигма: Приближающийся прилив»), в русской версии Код Энигма: Секретный фарватер — компьютерная игра, симулятор подводной лодки и боевого корабля, созданная в 2003 году компанией Tesseraction Games и выпущенная Dreamcatcher Interactive для персональных компьютеров. Действие происходит в альтернативные 1930-е годы, когда исход Первой мировой войны оказался совсем другим.

## Сюжет
7 мая 1915 года пароход RMS Lusitania должен был пойти ко дну от торпеды немецкой субмарины U-20, и тогда погибли бы 1198 человек из 1960 находившихся на борту (в том числе и многие граждане США), что заставило бы США вмешаться в Первую мировую войну. Пароход так и не был торпедирован и спокойно прибыл в порт, но на его борту был найден компромат на британское правительство: будущий премьер-министр Великобритании Уинстон Черчилль требовал, чтобы пароход пошёл ко дну, и чем больше бы погибло американцев, тем лучше было бы для Великобритании.
США, узнав об этом, отказались вмешиваться в войну, и её исход оказался роковым для Антанты: кайзеровская Германия разбила Антанту и оккупировала всю континентальную Европу и Великобританию (в игре не упоминается Российская империя или СССР, что подразумевает возможную оккупацию войсками Германской империи). Вследствие этого британское правительство в изгнании скрылось в Гонконге, где объединилось с Японией и создало Содружество Свободных Наций (англ. League of Free Nations). Содружество пытается вести партизанскую войну и любой ценой добиться изгнания немецких оккупантов, не брезгуя и грязными методами. Немецкий флот ввязывается в стычки то с кораблями США в Карибском море, то с Содружеством, причём американцы неприязненно относятся и к тем, и к другим.
В середине 1937 года гибель торгового корабля «Сэмюэл Рен» (англ. SS Samuel Wren) становится поводом для начала войны между Германией и США, причём ни те, ни другие не знают, что эту провокацию подстроили британцы. Крупномасштабная морская война между тремя державами становится неизбежной.

## Геймплей

### Миссии и кампании
Игрок может выбрать одиночную миссию или одну из шести кампаний: для каждой из сторон доступна надводная и подводная кампания. В зависимости от того, сколько миссий игрок прошёл, его боевой корабль или подлодка меняется на более мощное судно. Также игроку присваиваются новые звания: чем выше звание, тем большему числу союзных судов может отдавать приказы игрок. В каждой из миссий у игрока есть задание: уничтожить определённую группу судов, продержаться определённый момент времени, сохранить конвой насколько это возможно и т.д. За успехи игроку могут быть присвоены медали и ордена.

### Доступные корабли
Из надводных кораблей в игре присутствуют корветы, сторожевики (эскортные миноносцы) и эсминцы (в кампании также есть и линкоры): среди них есть как реальные модели кораблей Второй мировой войны, так и вымышленные образцы. Изначально для Содружества и США доступны также торпедные катера, слабо вооружённые, но развивающие громадную скорость. Выделяются также несколько типов подводных лодок. Наконец, в игре есть авиация, которой прямо управлять нельзя, зато можно отдавать приказы союзным самолётам. У надводного корабля есть своё вооружение: корабельные орудия главного калибра, из которых ведётся огонь по надводным судам и всплывшим подлодкам, различные пушки и пулемёты (эффективны против самолётов, однако могут использоваться и против кораблей), различные глубинные бомбы для борьбы с подлодками и даже торпеды. У подводных лодок, как правило, всего два-три образца оружия (корабельное орудие, зенитные пушки и большой запас торпед). Самолёты ведут огонь из пушек и пулемётов или сбрасывают авиабомбы.
В игре встречаются следующие типы кораблей и самолётов:
- США:
  - Подводные лодки типа «Сэлмон»[англ.]
  - Корветы типа «Фьюри» (вымышленный тип, основой послужили охотники за подводными лодками типа PC-461[англ.])
  - Сторожевики типа «Бакли»[англ.]
  - Эсминцы типа «Флетчер»
  - Торпедные катера типа PTG-103 «Элько»[англ.]
  - Бомбардировщики Consolidated PBY Catalina (в игре — «Каталина»)
  - Истребители Curtiss-Wright CW-21 (в игре — «Демон»)
- Германская империя:
  - Подводные лодки типа VII
  - Подводные лодки типа IX
  - Корветы типа V-52C «Фрейр» (вымышленный тип)
  - Сторожевики типа T-33C «Лоэнгрин» (вымышленный тип, основой послужили миноносцы типа 1939, а также частично эсминцы типов «Колдуэлл», «Викс» и «Клемсон»)
  - Эсминцы типа Z-35C «Барбаросса» (вымышленный тип, основой послужили эскадренные миноносцы типа 1936 и их несколько модификаций)
  - Торпедные катера типа S-7 «Шнельбот»
  - Бомбардировщики Dornier Do 24 (в игре — «Дорнье»)
  - Истребители de Havilland Mosquito (в игре — «Москит»)
  - Линкор «Кайзер Вильгельм» (вымышленный тип)
  - Линкор «Принц Эдуард» (вымышленный тип)
- / Содружество свободных наций:
  -  Подводные лодки типа I-15C
  -  Корветы типа «Флауэр»
  -  Сторожевики типа «Риако» (вымышленный тип)
  - / Эсминцы типа «Альянс» (вымышленный тип, основой послужили эскадренные миноносцы типа «Асасио»)
  -  Торпедные катера типа «Лайтнинг» (вымышленный тип, основой послужили моторные торпедные катера[англ.], обозначаемые MTB в британском флоте)
  -  Бомбардировщики Short Sunderland (в игре — «Сандерленд»)
  -  Истребители Fairey Swordfish (в игре — «Суордфиш»)
  -  Линкор «Худ»

Во встроенном игровом файле localization.txt встречаются и другие типы кораблей (преимущественно вымышленные, но среди них упоминаются и несколько реальных, в том числе эскадренные миноносцы типа «Акидзуки»).

### Управление
Управление собственно кораблём не является достаточно простым: для передвижения судна необходимо либо задавать вручную скорость движения (вперёд или назад) и поворачивать руль, либо отмечать на радаре точкой координаты, куда должно идти судно. Для подводной лодки также доступно погружение на дно, которое выполняет игрок вручную во избежание атаки вражескими судами и авиацией, однако он обязан следить за расходом электроэнергии в батареях и запасами воздуха, чтобы не погибнуть и не проиграть миссию. За противником можно следить в стандартный или прицельный бинокль, а для подлодки доступно перископное наблюдение на определённой глубине. Отслеживать координаты нахождения противника можно по радару: сигнал может временно пропасть, однако игрок может отследить скорость движения противника.
В игре реализована система голосовых команд: при подключённом микрофоне и наушниках игрок может отдавать на английском языке определённые приказы (например, «самый полный вперёд» или «сбросить глубинные бомбы»). Если у игрока достаточно высокое звание, он может отдавать команды кораблям, которыми командуют капитаны более низшего звания: например, атаковать кого-то, сопровождать или двигаться в указанную точку.

### Ведение боя
При ведении боя игрок может как приказать конкретным орудиям вести огонь по противнику, так и выполнять это в ручном режиме. Для уничтожения судна ему необходимо нанести достаточный ущерб: если сухогрузы и танкеры топятся достаточно быстро, то для ликвидации корвета или эсминца необходимо куда больше запасов оружия. Около дюжины точных попаданий из зенитного оружия по самолёту помогут сбить его. Наиболее эффективными для уничтожения судов являются корабельные орудия или торпеды. Для запуска торпед с надводного корабля игрок должен развернуть определённым образом торпедный аппарат и выпустить торпеду так, чтобы вражеское судно не успело уклониться от попадания торпеды. Для запуска с подводной лодки игрок должен занять правильную глубину и точно так же выпустить торпеду так, чтобы судно не избежало с ней столкновения, несмотря на все манёвры. Для ликвидации подводной лодки глубинными бомбами игрок должен занять правильную позицию и сбросить на определённую глубину бомбы.

## Версии
Финальная версия игры — версия 2.1.3а, выпущенная в феврале 2004 года. В 2005 году было выпущено «Золотое издание» (англ. Gold Edition), по сравнению с которым были добавлены новые миссии и несколько типов оружия, полностью переработаны все корабли, подводные лодки и самолёты, включён полный саундтрек и улучшен ИИ противника.

## Отзывы
| Сводный рейтинг | Сводный рейтинг |
| Агрегатор       | Оценка          |
| --------------- | --------------- |
| GameRankings    | 75,67 %         |

- Портал AG.ru поставил игре 70%, отметив, что эта игра стала хорошим аналогом авиационного симулятора Crimson Skies и что у неё мог быть потенциал для создания схожего онлайн-проекта[7].